# KNM Helge Ingstad
Le KNM Helge Ingstad (F313) est la quatrième frégate de la classe Nansen dans la Marine royale norvégienne. Elle est admise au service actif en décembre 2009 et spécialisée dans la lutte anti-sous-marine et antinavire. Son port d'attache est Håkonsvern, près de Bergen dans le comté de Hordaland.
Ce bâtiment a été victime d'une collision le 8 novembre 2018, puis d'un naufrage le 13 novembre 2018 malgré les tentatives de préservation du naufrage par un échouage délibéré.

## Caractéristiques

### Navigation

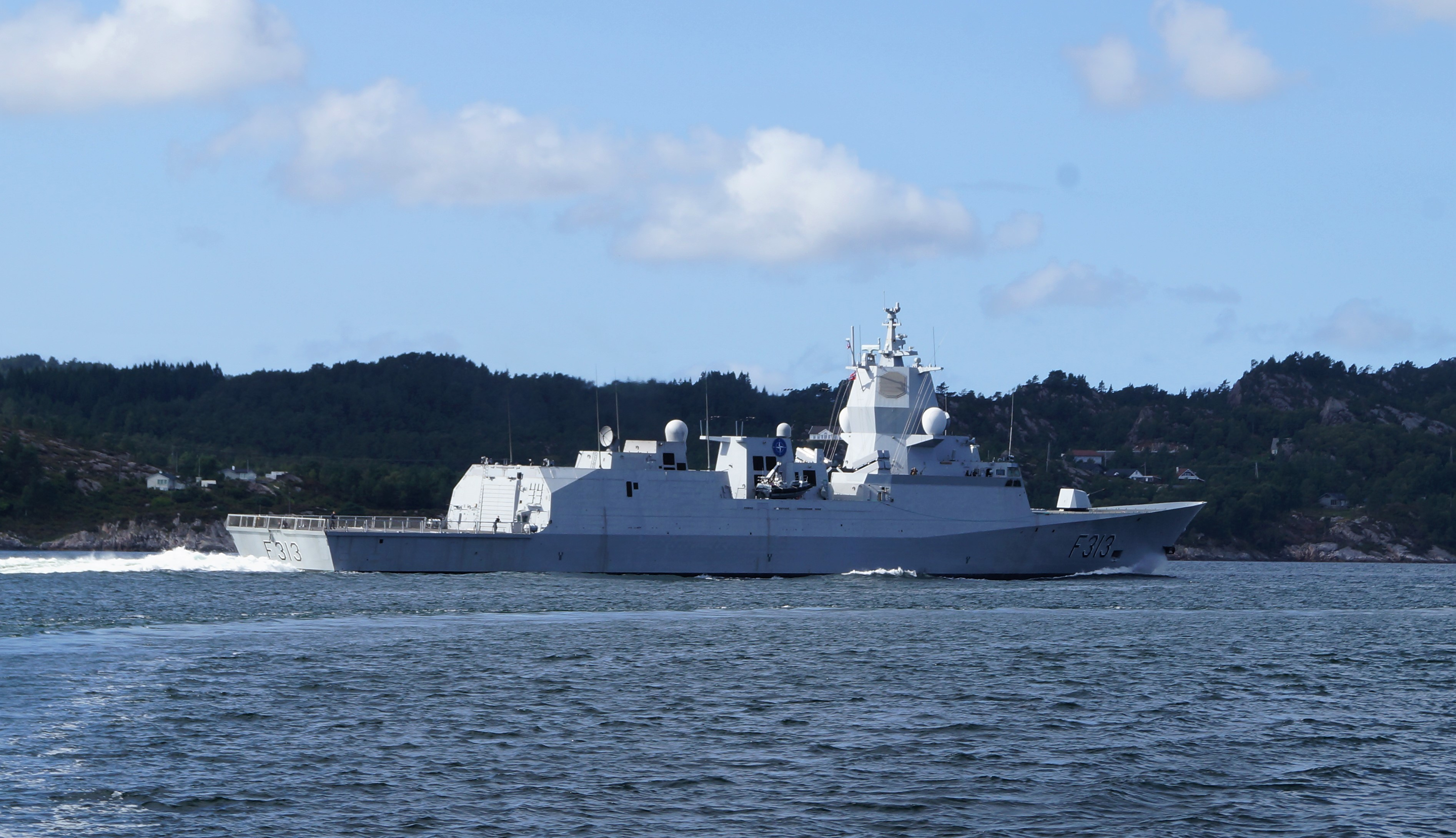
Le KNM Helge Ingstad dans le chenal Lerøyosen en août 2018.

Long de 134 mètres et affichant un déplacement de 5 290 tonnes en charge, le KNM Helge Ingstad est armé par 120 marins (pouvant aller jusqu'à 146) et peut atteindre la vitesse de 27 nœuds grâce à ses turbines à gaz. 

### Armement
La frégate est dotée de trente-deux missiles antiaériens RIM-162 ESSM, de huit missiles antinavires Naval Strike Missile, d'un canon Otobreda de 76 mm, de trois tourelleaux Sea Protector armés de mitrailleuses Browning M2, de quatre tubes lance-torpilles Sting Ray et de deux canons à son.
L’équipement électronique comprend notamment le système de combat Aegis avec un radar à quatre faces planes SPY-1F américain, un sonar de coque et un sonar remorqué (Captas 2) pour la lutte anti-sous-marine.
Elle embarque un hélicoptère NH90 depuis 2015.

## Construction
Le navire doit son nom à l'explorateur norvégien Helge Ingstad. Les cinq navires de la classe Nansen sont construits de 2003 à 2009 à Ferrol en Espagne par la société Navantia et leur port d'attache est Håkonsvern. Les sister-ships du KNM Helge Ingstad sont le KNM Fridtjof Nansen, le KNM Roald Amundsen, le KNM Otto Sverdrup et le KNM Thor Heyerdahl.
Le coût total du « programme Nansen » est d'environ 21 milliards de couronnes norvégiennes soit 4 milliards par navire (ou environ 300 millions d'euros l'unité).

## Carrière opérationnelle
De décembre 2013 à mai 2014, le KNM Helge Ingstad a été l'un des navires d'escorte des bateaux marchands chargés du transport des armes chimiques syriennes. Il est affecté au Standing NATO Maritime Group 1 (SNMG1),.

### Accident de 2018
Le 8 novembre 2018 vers 3 h du matin GMT, de retour de l'exercice Trident Juncture 2018 mené par les forces de l'OTAN, le KNM Helge Ingstad est abordé par le pétrolier sous pavillon maltais Sola TS (250 mètres de long et 44 mètres de large pour 62 000 t à vide et 113 000 t en charge) près du port de Sture, au nord de Bergen dans le fjord Hjeltefjorden (comté de Hordaland), alors que la frégate entrait dans le chenal à 17 nœuds et le Sola TS sortait de celui-ci à 7 nœuds. Éperonné à l'arrière tribord par l'écubier du pétrolier – qui n'a pas subi de dommages majeurs –, le Helge Ingstad prend rapidement et massivement l'eau sans que les pompes puissent l'évacuer, le navire devenant incontrôlable. Pour éviter son naufrage et malgré la gîte, la frégate est volontairement échouée près de la côte par l'équipage qui est entièrement évacué (137 personnes). L'accident fait huit blessés légers parmi les marins. Le navire est désormais hors-service,. Une commission d'enquête est mise en place pour déterminer les causes de l'accident.
À partir du 9 novembre, les secours immobilisent le navire à l'aide de câbles d'acier tirés depuis cinq points de fixation soudés sur la coque et reliés à des points d’ancrage à terre. Les cuves sont vidées de 385 000 litres de diesel pour limiter toute pollution et les lubrifiants et munitions sont évacués. Les autorités prévoient d'utiliser une barge et des grues de levage pour ensuite le transporter jusqu'à la base navale de Håkonsvern. Cependant, les câbles rompent et le KNM Helge Ingstad sombre presque entièrement le 13 novembre. Le renflouement de la frégate est confié aux sociétés BOA Management et DNV GL afin de récupérer ce qui peut l'être de l'armement et de l'équipement, le navire étant considéré irrécupérable.

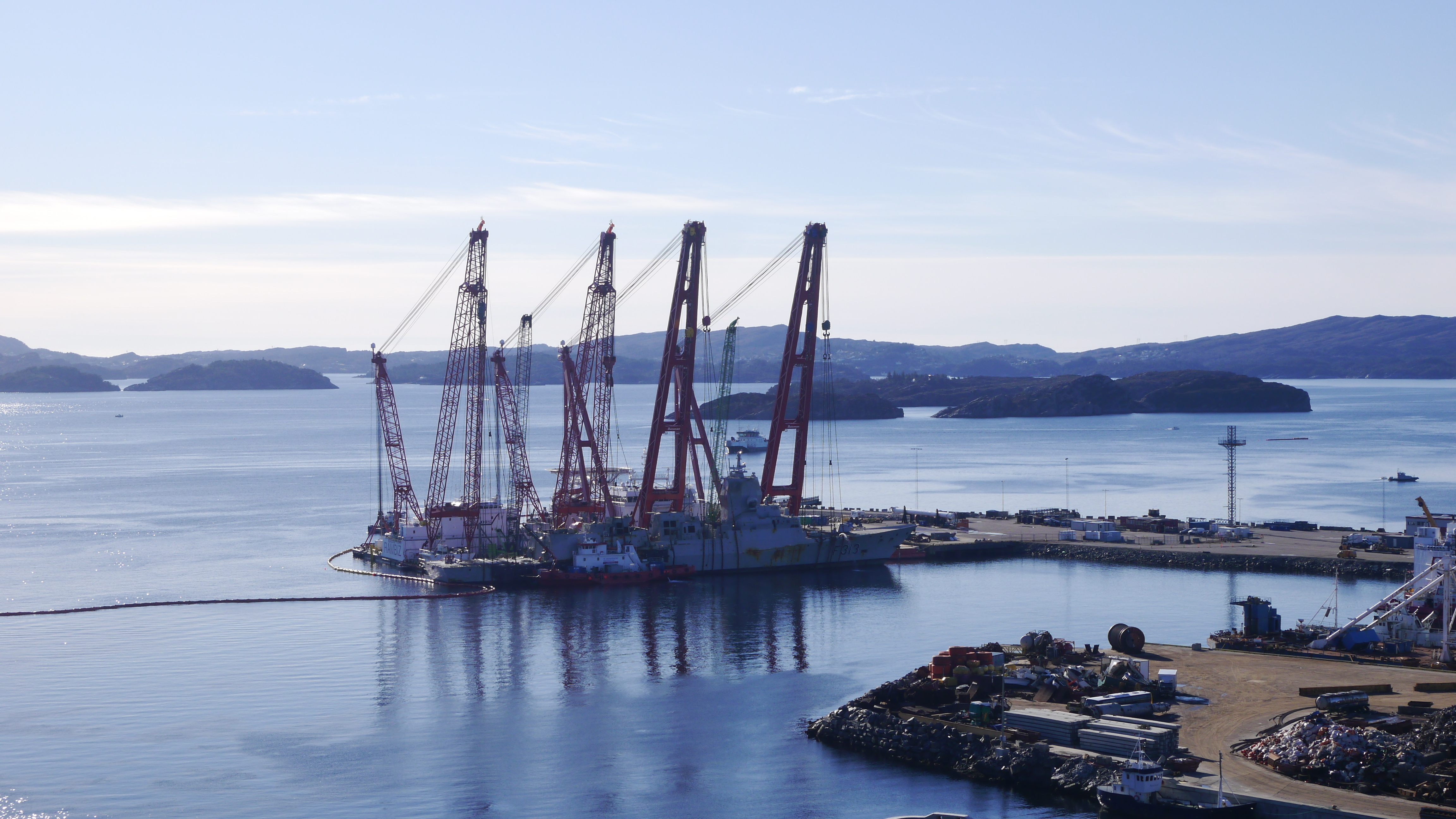
Opération de renflouement le 1er mars 2019.

Les premiers éléments de l'enquête indiquent que le KNM Helge Ingstad n'aurait pas répondu aux avertissements du pétrolier, considéré moins manœuvrable, lancé sur sa course,. Le comité d'enquête indique le 29 novembre 2018, que les causes de l'accident sont dues en « en grande partie [à des] facteurs humains » mêlant plusieurs erreurs de la nouvelle équipe de quart de la frégate (confusion dans l'origine des messages, des signaux radar et des feux de navigation ainsi que vitesse excessive) auxquels se sont ajoutées des erreurs dans la conception de l'étanchéité du navire par le constructeur espagnol Navantia ayant entraîné son naufrage particulièrement rapide. Les conclusions définitives du rapport d'enquête final publié en novembre 2019 seront « dans l’exacte lignée du premier rapport ».
Le 26 février 2019, après plusieurs semaines de préparation, les opérations de renflouement du navire (par les deux barges-grues flottantes Rambiz et Gulliver), commencent à la faveur d'une fenêtre météorologique favorable. La frégate est embarquée à bord de la barge semi-submersible le 3 mars qui la transporte dans une cale sèche de la base navale de Håkonsvern. Le 10 avril, elle est remise à l'eau. Le coût total du renflouement est estimé à 600 à 700 millions de couronnes norvégiennes et le coût d'une éventuelle remise en état est estimé à 12 à 14 milliards de couronnes (1,2 à 1,4 milliard d'euros) soit trois fois le prix du navire rendant peu probable l'entérinement de cette option,.
À la mi-janvier, le ministère de la Défense norvégien annonce le démantèlement de la frégate par la société norvégienne Norscrap West pour un coût de 60 millions de couronnes (soit 6 millions euros).
Le 21 avril 2021, le rapport final d'enquête norvégien exonère Navantia considérant que les dommages du navire étaient supérieurs à ce qu'on peut attendre d'un bateau de cette classe. Le rapport affirme que, si l'équipage avait eu plus de formation et d'expérience, la frégate aurait évité le naufrage, les portes et les écoutilles ayant été laissées ouvertes lors de l'évacuation du navire,.
À l’issue du procès en mars 2023 qui s'est tenu à Bergen, 120 jours de prison avec sursis ont été requis contre le chef de quart, seul inculpé à la suite de l'accident, au motif de l’infraction de négligence.
En procès avec Navantia depuis 2024 à propos d'un défaut d'étanchéité entre les compartiments via l’arbre d’hélice, la Norvège réclame plus de 1,1 milliard d’euros au constructeur. En juin 2025, les deux parties s'entendent sur une somme de 47,5 millions d’euros, à déduire des travaux de maintenance des autres frégates de même type assurés par Navantia.

### Conséquence
À la suite de ce naufrage la marine norvégienne a perdu 20 % de sa capacité opérationnelle.[réf. nécessaire]